# Echonitor cyrtochila
Echonitor cyrtochila är en snäckart som först beskrevs av Gerard Kalshoven Gude 1905.  Echonitor cyrtochila ingår i släktet Echonitor och familjen Helicarionidae. Inga underarter finns listade i Catalogue of Life.